# Sphaerophoria limbata
Sphaerophoria limbata är en tvåvingeart som beskrevs av Macquart 1829. Sphaerophoria limbata ingår i släktet sländblomflugor, och familjen blomflugor.
Artens utbredningsområde är Frankrike. Inga underarter finns listade i Catalogue of Life.